# Шауки аль-Исламбули
Мухаммед Ахмад Шоуки аль-Исламбули (араб. محمد أحمد شوقي الإسلامبولي‎) — один из ключевых членов Аль-Кайды, младший брат Халида аль-Исламбули, убийцы Анвара Садата. Он был организатором переправки египетских моджахедов в Афганистан после советского вторжения, к 1983 создав в Карачи сеть, переправлявшую оружие и боевиков в Афганистан и действовавшую вплоть до начала Войны с террором.
В конце мая 1995 Хасан ат-Тураби при встрече с Айман аз-Завахири, чтобы обсудить будущее группировки «Талаа аль-Фатах». Завахири и Мустафа Хамза организовали встречу в Ферне-Вольтер у франко-швейцарской границы. На встрече также присутствовал Абу Талал, сын Саида Рамадана. Группа решила сконцентрировать свои операции на Аддис-Абебе и работать под лидерством Исламбули.
22 июня 1995 Исламбули почти убил Президента Хосни Мубарака по пути из аэропорта Боле на саммит ОАЕ. Исламбули вместе со своими подручными открыл огонь по кортежу Мубарака, уничтожив большинство из машин сопровождения, но Мубарака спасла броня лимузина и мастерство его водителя, который, сделав резкий разворот на 180 градусов, помчался обратно к аэропорту, где Мубарака ждал самолёт. Зимой 1996/1997 Исламбули командовал отрядом боевиков Аль-Гамаа аль-исламийя и переправлял их в Сомали. В мае 2011 его депортировали в Египет из Ирана после 8-летнего пребывания там. По его прибытии он был арестован в Международном аэропорту Каира по обвинениям в терроризме. Военный суд Египта постановил освободить его в феврале 2012 по причинам здоровья.